# Alte Kirche Wupperfeld

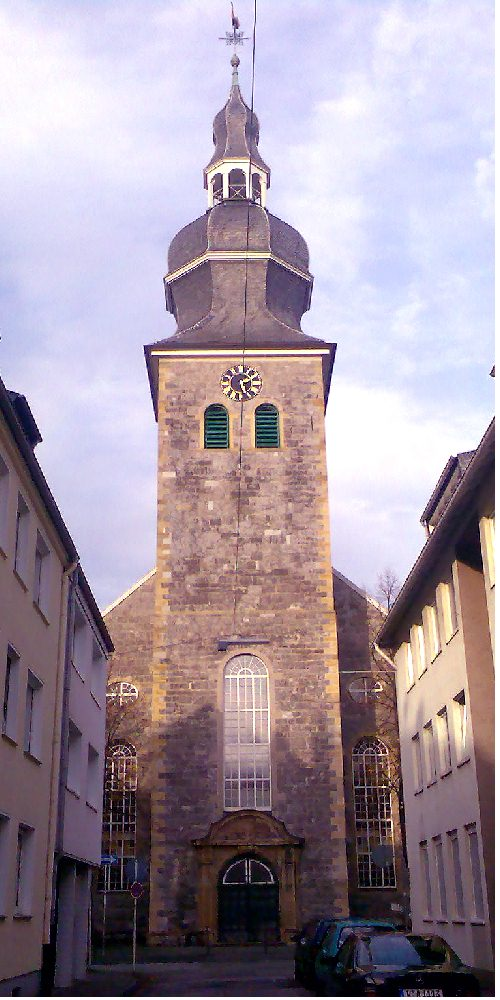
Turmfassade

Die Alte Kirche Wupperfeld ist eine ehemalige evangelische Kirche in Wuppertal-Barmen. Sie wurde 2017 als Gottesdienststätte entwidmet und verkauft.

## Geschichte

### Entstehung
Der heutige Bereich Oberbarmens, im 18. Jahrhundert an der Grenze des Herzogtums Berg zu Preußen gelegen, gehörte kirchenrechtlich zunächst zur lutherischen Gemeinde des seit 1666 preußischen Schwelm. Als erste Gemeinde erkämpften sich die Lutheraner Wichlinghausens 1744 das Recht der eigenen Gemeindegründung und zum Kirchbau und bekämpften ihrerseits die Abspaltung der „Wupperströmer“, die im Tal eine eigene Gemeinde und Kirche errichten wollten. Die Gemeindegründung wurde Gegenstand der Diplomatie zwischen dem Landesherrn, Kurfürst Karl Theodor und dem preußischen König Friedrich II., der die Position der Wichlinghauser unterstützte. Schließlich aber genehmigte der Kurfürst am 16. Mai 1777 den Lutheranern im Wuppertal den Kirchbau. Im Gegenzug hatten sich die Wupperströmer verpflichtet, als Ausgleich die 1772 gegründete katholische Gemeinde im preußischen Hattingen mit einem Bauplatz und durch Übernahme aller nötigen Kosten zu unterstützen.
Im Juli 1777 konstituierte sich die neue Gemeinde, das Wupperfeld wurde parzelliert und eine provisorische Holzkirche, eine so genannte Tente für rund 900 Personen errichtet und unter weiter anhaltendem Protest der Nachbargemeinde als erste Kirche der lutherischen Gemeinde Wupperfeld eingeweiht. Der Bau der Kirche kostete 30.846 Reichstaler und wurde zu etwa einem Drittel aus Kollekten-Geldern, die innerhalb der Gemeinde, aber auch außerhalb des Landes gesammelt wurden, finanziert. Die Grundsteinlegung erfolgte am 24. März 1779, am 10. Juli 1785 wurde die Wupperfelder Kirche eingeweiht. Das Pastorat, ein Schulhaus, eine Lehrerwohnung, ein Armen- und Waisenhaus und der nahe gelegene Friedhof wurden gleichzeitig angelegt.

### Der ursprüngliche Bau
Der Name des Architekten ist nicht überliefert. Die tonnengewölbte Saalkirche ist mit Kalkbruchstein vermauert, die gliedernden Elemente sind aus Sandstein. Sie folgt den Bauformen reformierter bergischer Predigtkirchen. Vor der nach Süden weisenden Eingangsfassade steht ein wuchtiger quadratischer Turm, darauf eine barocke Turmhaube mit Laterne, einem dreidimensionalen Kreuzstern und einem Schwan. Dieser ist das besondere Merkmal einer lutherischen Kirche, da der böhmische Reformator Jan Hus (tschech. „Hus“ entspricht deutsch „Gans“) auf dem Weg zum Scheiterhaufen gesagt haben soll: „Heute bratet ihr eine Gans, aber aus der Asche wird ein Schwan auferstehen.“ Dies wurde von späteren Generationen auf Martin Luther bezogen.
In der Mitte der Turmfassade befand sich das plastisch reich gestaltete Hauptportal, durch das die Kirche betreten wurde. Der einschiffige Kirchsaal im Innern war zu drei Seiten von hölzernen Emporen umsäumt und wurde durch je fünf hohe Rundbogenfenster an den Seiten erleuchtet.
Die Prinzipalstücke, Altar, Kanzel und Orgel, befanden sich mittig übereinander angeordnet und waren reich mit weiß und golden bemalten Schnitzereien versehen. Die Orgel stammte von dem Elberfelder Orgelbauer Jacob Engelbert Teschemacher und wurde nach dessen Tod von seinem Schüler Gerhard Schrey vollendet. Sie war in ihrer Zeit eine der größten Orgeln im gesamten rheinischen Raum.

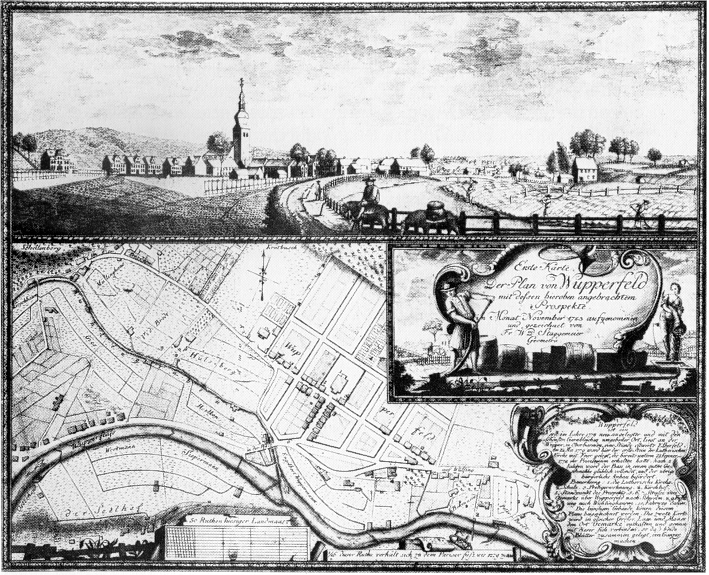
Erster Plan von Wupperfeld mit der Kirche (1783)
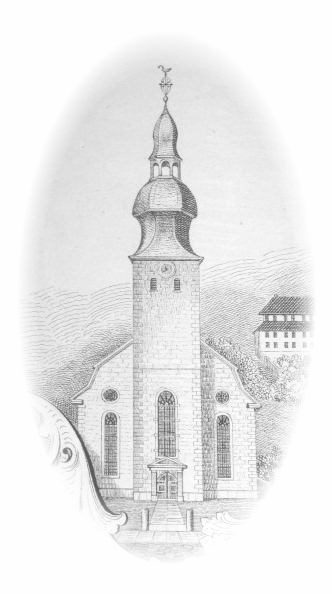
Alte Kirche um 1790
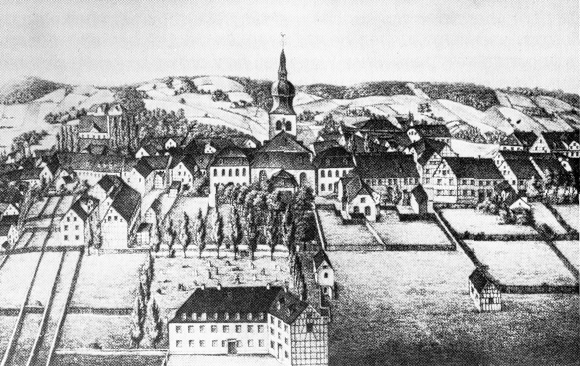
Die Kirche in einer Ansicht von 1820
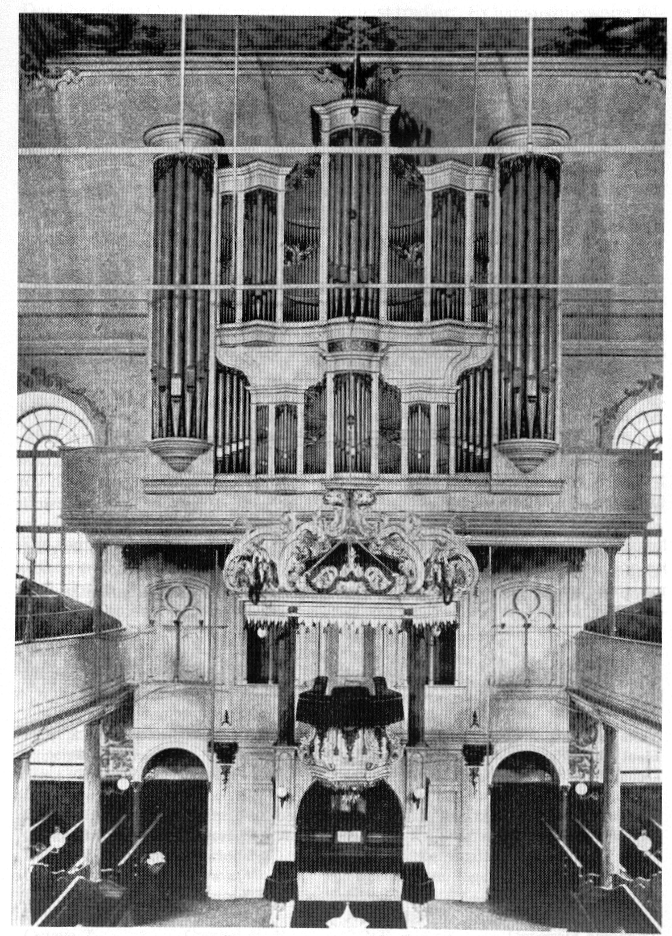
Die Prinzipalwand nach 1878
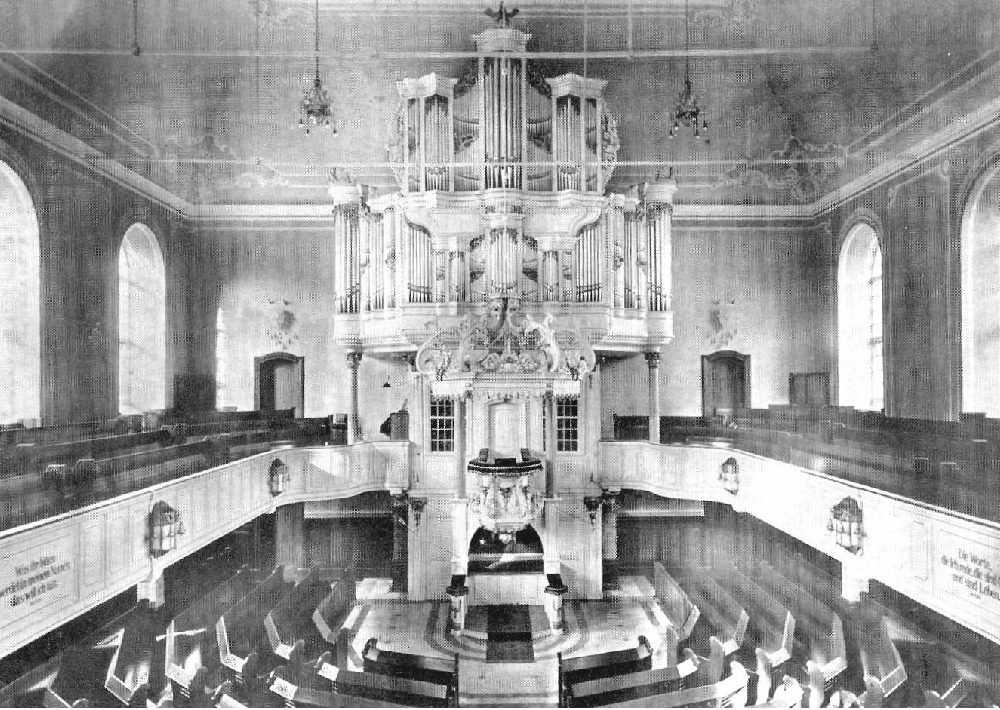
Die Prinzipalwand nach 1930
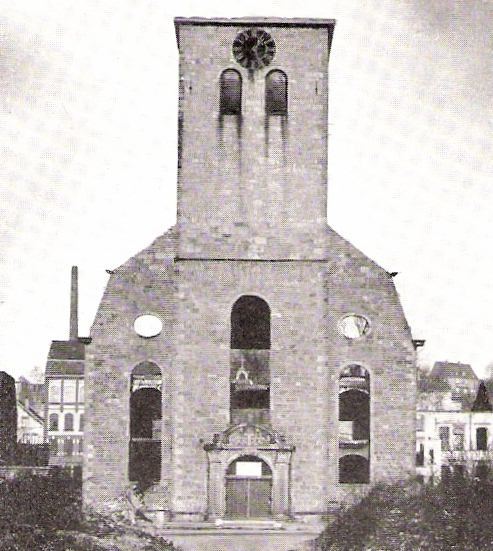
Zerstörte Alte Kirche
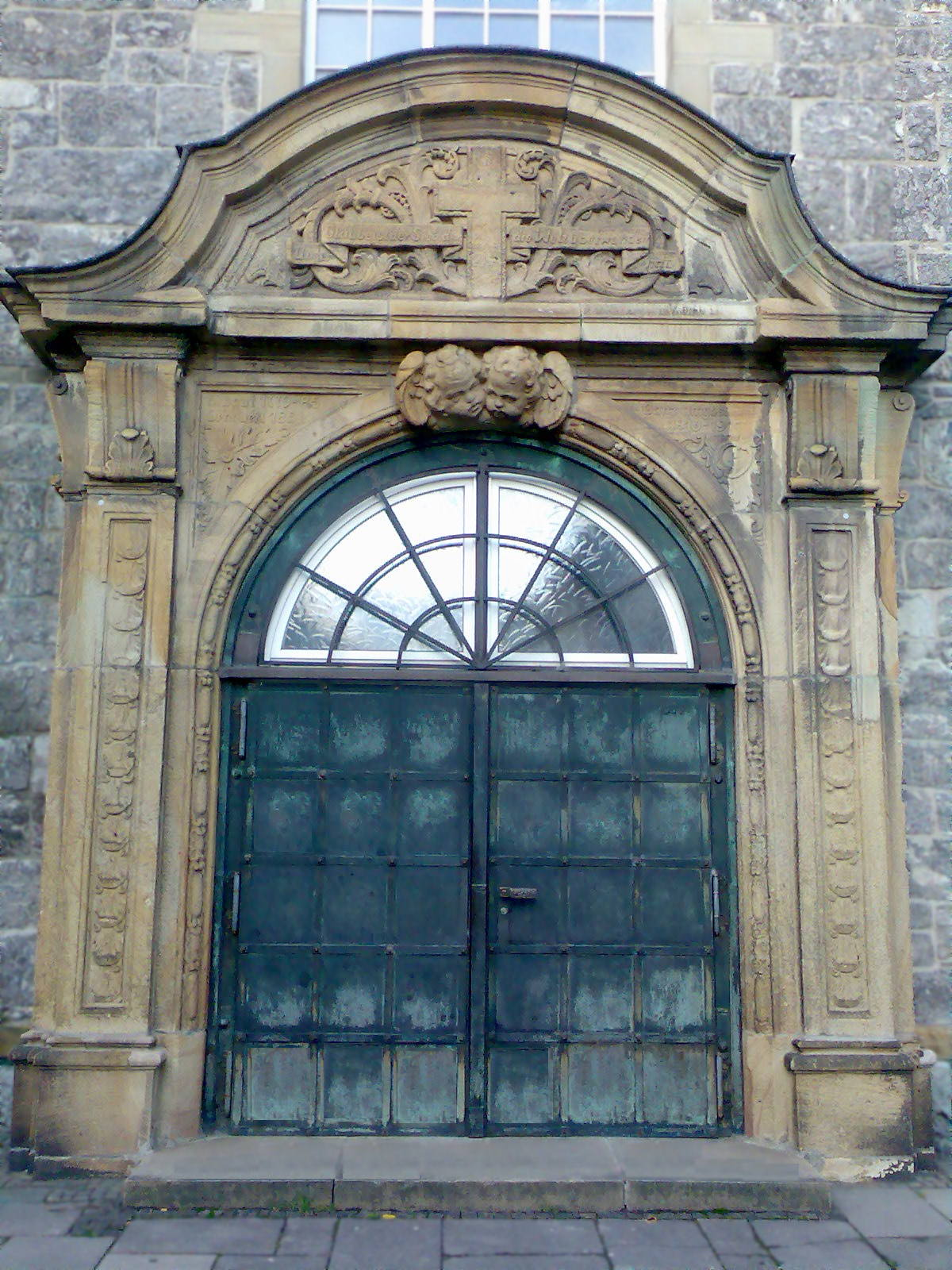
Eingangsportal
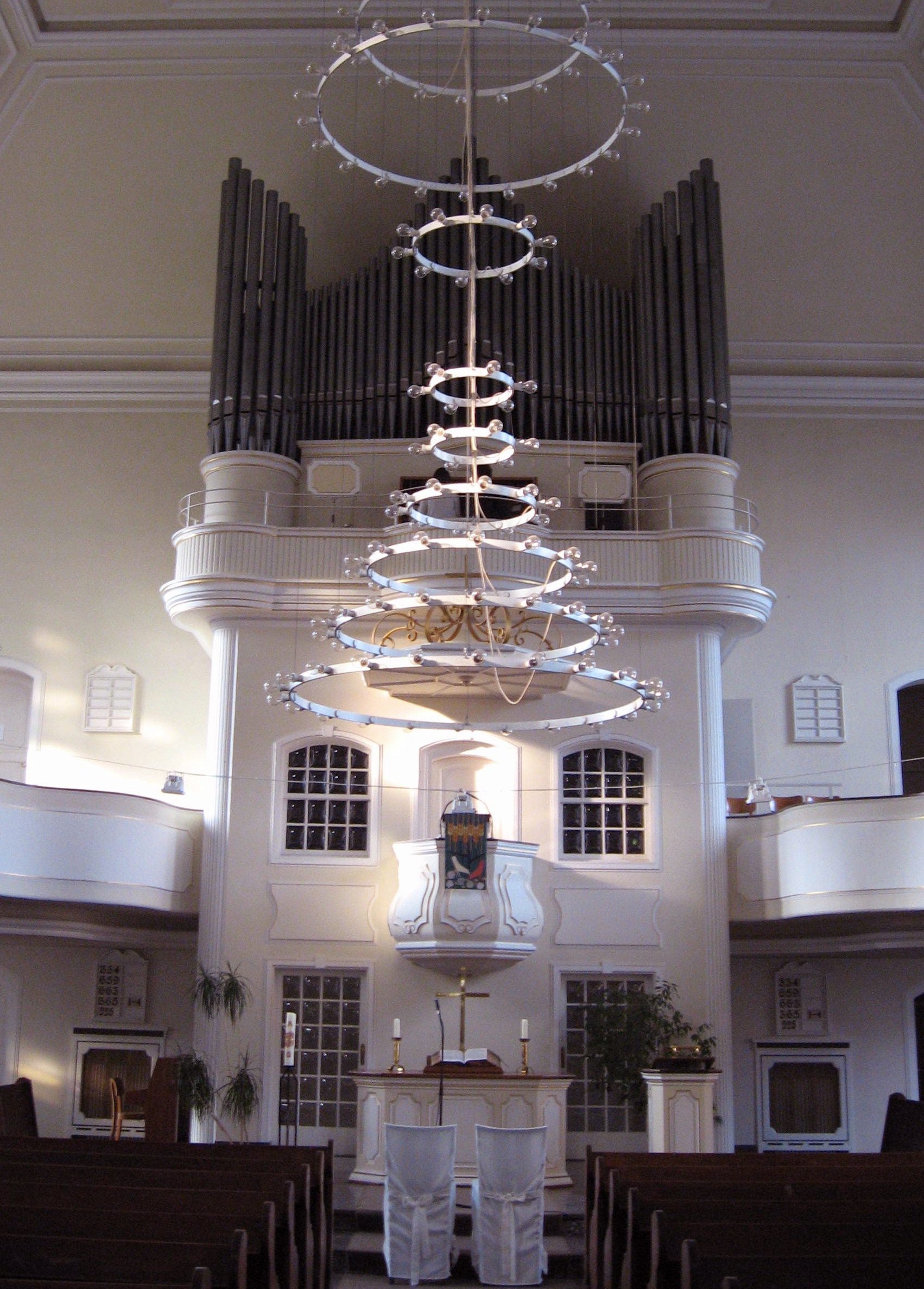
Die Prinzipalwand heute

### Zerstörung und Wiederaufbau
Am 30. Mai 1943 wurde die Kirche bei einem Bombenangriff auf Barmen zur Ruine. Zunächst diente die Lutherkirche am Heidt als einziges nicht zerstörtes Gotteshaus der Gemeinde. Schon 1946 begann man mit der Wiederherstellung des Turms der Alten Kirche, mit Unterbrechungen wurde der Bau in den folgenden Jahren wieder aufgebaut. Ein erster Gottesdienst in der notdürftig hergerichteten Kirche fand am 3. September 1950 statt, am 21. Juni 1953 konnte die vollständig restaurierte Kirche mit einer vereinfachten Innenausstattung wieder eingeweiht werden.

### Gemeinde nach dem Zweiten Weltkrieg
Die lutherische Gemeinde Wupperfeld teilte sich 1967 in vier Gemeinden, die sich 1984 jeweils mit Teilen der reformierten Gemeinde Barmen-Gemarke zusammenschlossen. Die Alte Wupperfelder Kirche wurde Hauptpredigtstätte der Vereinigten Evangelischen Kirchengemeinde Wupperfeld, die benachbarte, ursprünglich reformierte Immanuelskirche wurde aufgegeben. Von Januar 2008 bis April 2014 war die Alte Kirche Wupperfeld Predigtstätte des Bezirks Wupperfeld der Evangelischen Kirchengemeinde Gemarke-Wupperfeld in Barmen. Im Februar 2013 wurde bekannt, dass sich die Gemeinde von der Alten Kirche Wupperfeld und vom benachbarten Nommensenhaus trennen wird.  Am 27. April 2014 fand zum letzten Male ein sonntäglicher Gemeindegottesdienst in der Kirche statt. Das Gebäude wurde 2017 als Gottesdienststätte endwidmet und verkauft.

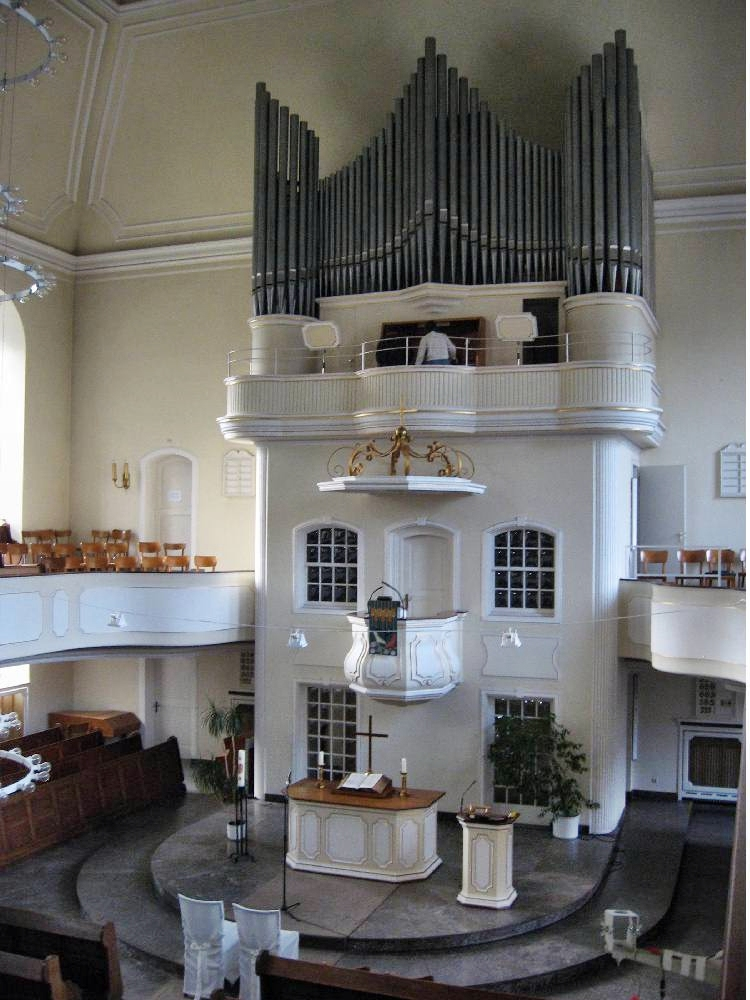
Prinzipalwand
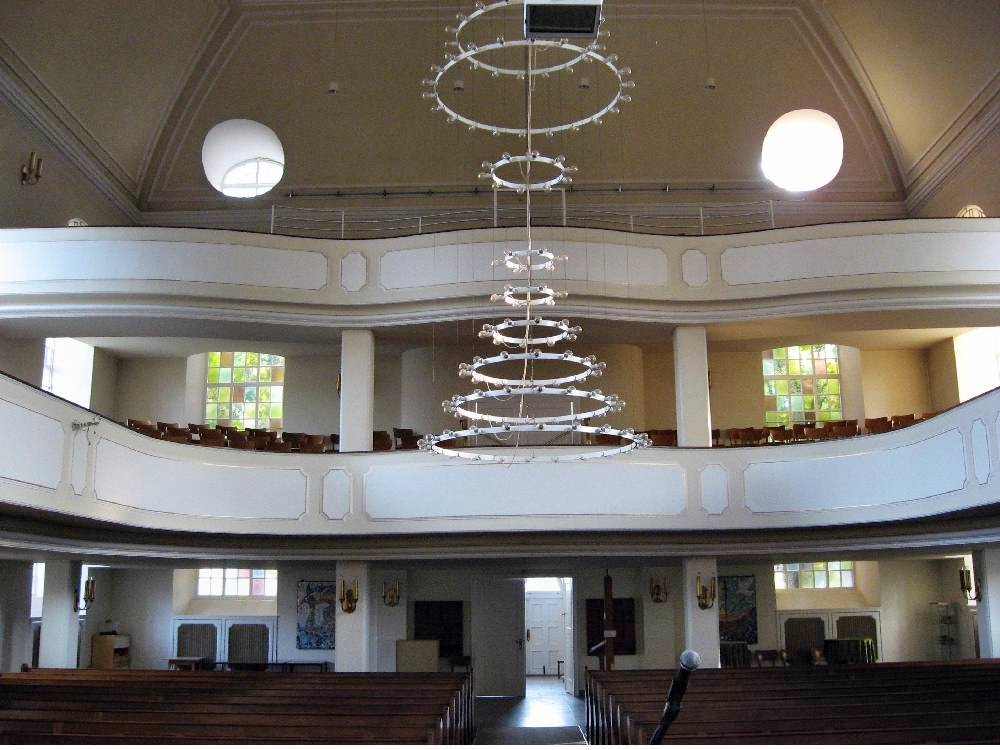
Emporen
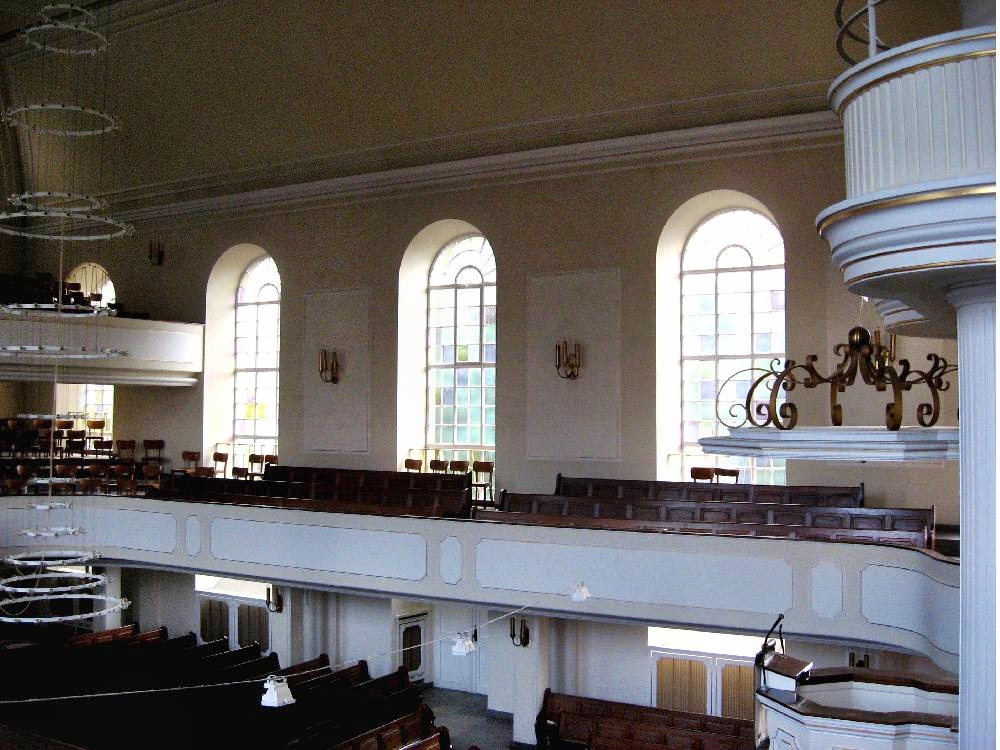
1. Empore
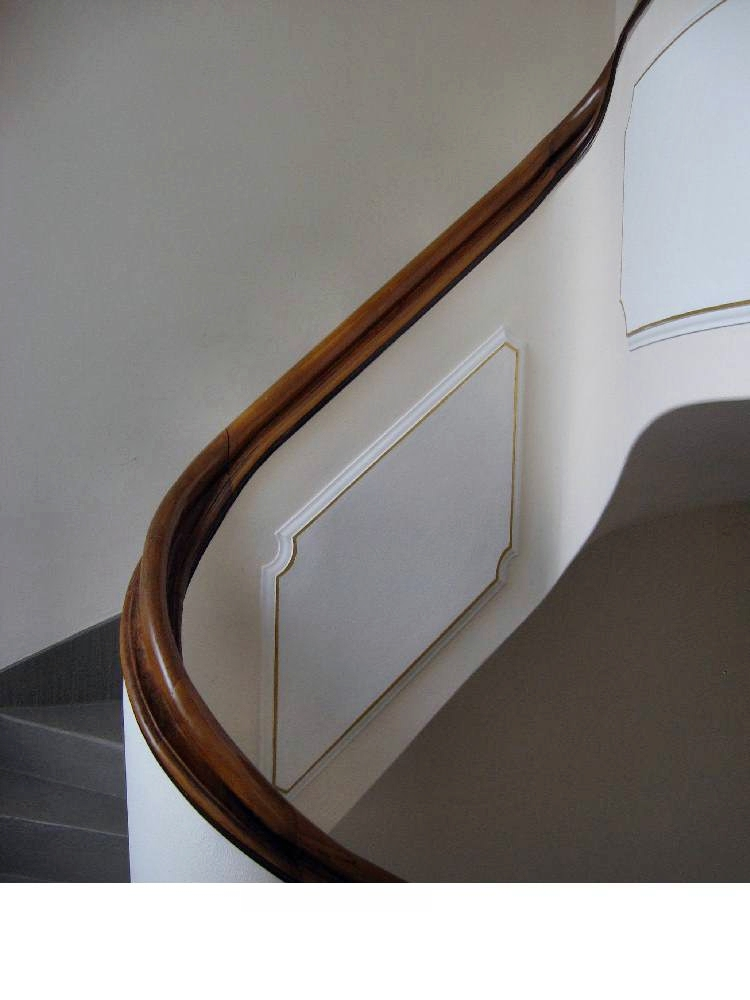
Treppenaufgang
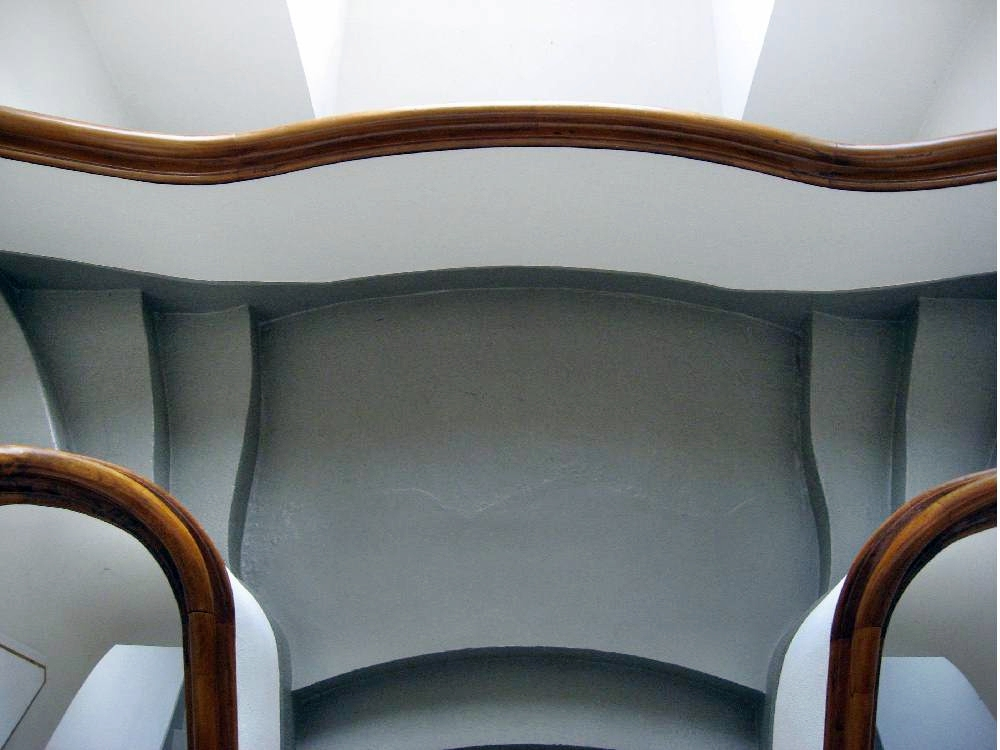
Treppenaufgang
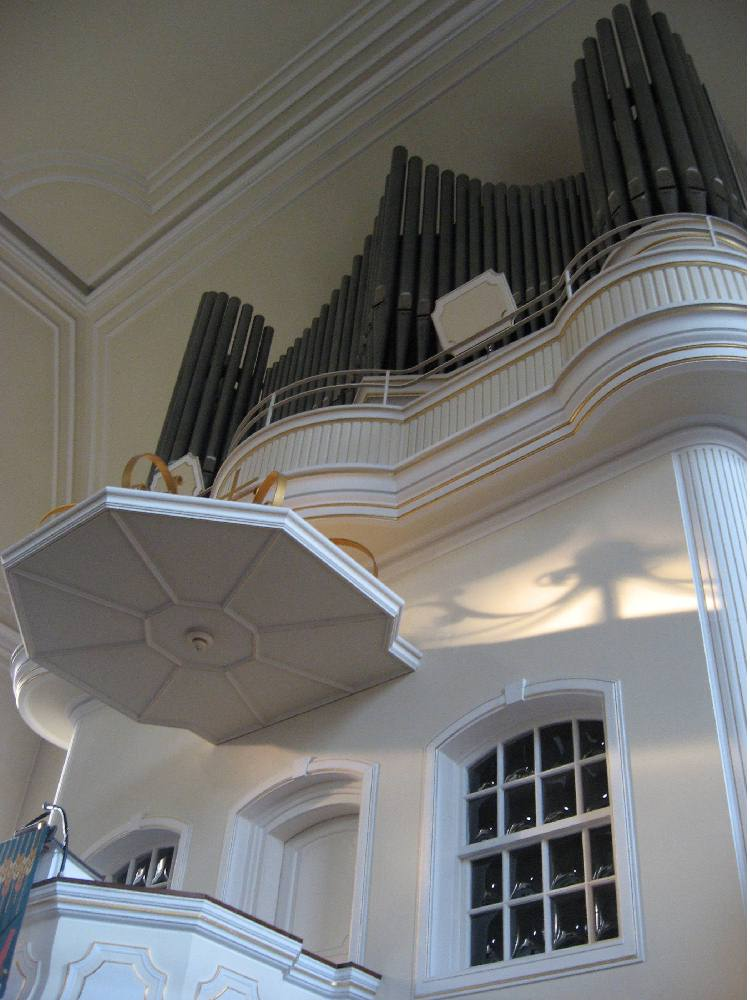
Prinzipalwand
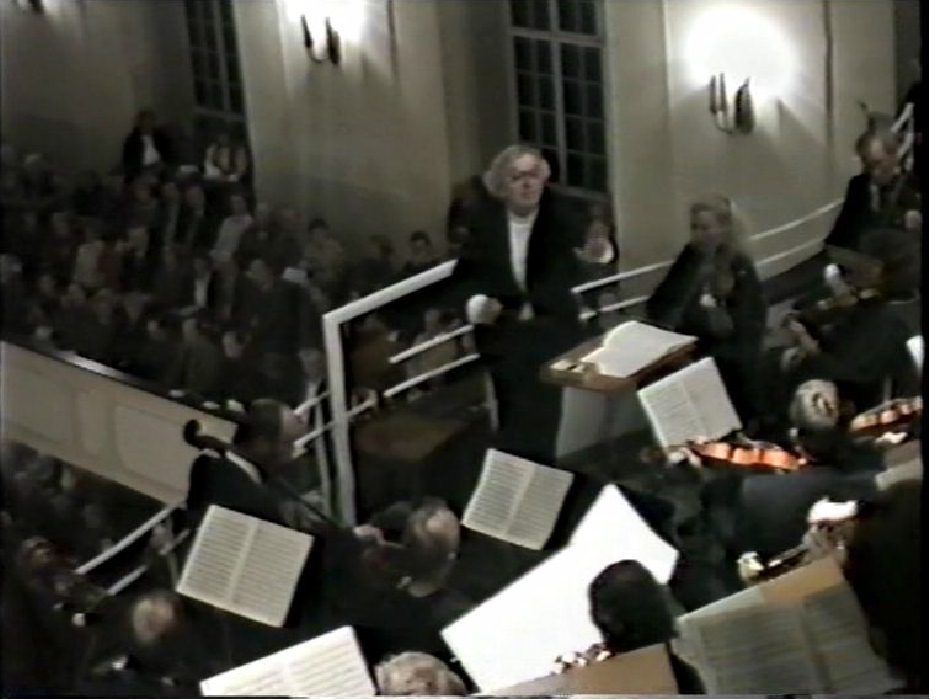
Aufführung 2. Empore, dirigiert von Winfried Pesch
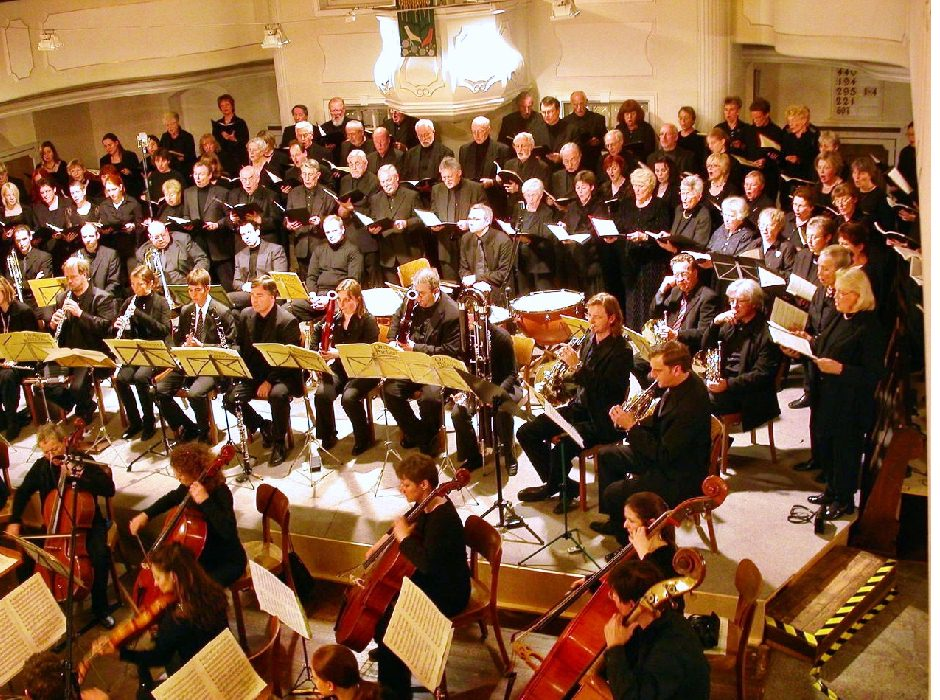
Aufführung Altarraum

## Kirchenmusikalische Tradition
Wie bereits erwähnt, war die Teschemacher-Orgel Ende des 18. Jahrhunderts eine der größten Orgeln im Rheinland. Der von Pfarrer Emil Frommel 1866 gegründete Chor der Gemeinde Wupperfeld war zudem einer der ersten gemischten Kirchenchöre im deutschsprachigen Raum.
Überregionale, teils internationale Bekanntheit erlangten die kirchenmusikalischen Aktivitäten in der Alten Kirche Wupperfeld durch den sechsten in Deutschland gegründeten Bach-Verein, die Wupperfelder Abendmusiken, der Wupperfelder Kantorei und ihrer kirchenmusikalischen Leiter Gottfried Grote, Fritz Bremer, Hans Hulverscheidt, Winfried Pesch (40 Jahre) und Carsten Zündorf.
Zahlreiche Ur- und Erstaufführungen wurden musiziert. Die Wupperfelder Abendmusiken, die von Kirchenmusikdirektor Pesch gegründet und künstlerisch geleitet und von Carsten Zündorf fortgeführt wurden, haben in über 500 Konzerten weit über 100.000 Zuhörer besucht. Sehr häufig arbeitete man mit international bekannten Musikern und dem Wuppertaler Sinfonieorchester zusammen. Zudem wurden in Wupperfeld innerhalb der rheinischen Landeskirche zwischen 1970 und 1990 weit über 250 Kirchenmusiker ausgebildet. Zudem war Wupperfeld in Fach Orgel Standort der Musikhochschule Köln. Damit war die Alte Kirche Wupperfeld ein bedeutendes Kulturzentrum der Region.
Ab 2006 gestaltete Kirchenmusiker Matthias Lotzmann das kirchenmusikalische Profil der Alten Kirche Wupperfeld. Die traditionsreichen „Wupperfelder Abendmusiken“ erfuhren durch ihn wieder eine Ausweitung auf die Anzahl 12 in jedem Jahr. Hierin enthalten waren die besonderen Formate „Mit Bach durchs Jahr“, „Orgel PLUS“ und die stark frequentierte „Musik zur Sterbestunde Jesu“ am Nachmittag des Karfreitags (vier Passionsvertonungen des Johannesevangeliums seit 2009). So fanden seit 2010 mehr als fünfzig hochkarätige Konzerte mit breit gefächerten Programmen statt. Überdies war die Alte Kirche Wupperfeld bevorzugter Wirkungsort der Bergischen Kantorei Wuppertal mit der Aufführung zweier großer Oratorien in jedem Jahr. Die Gottesdienste der hiesigen evangelischen Kirchengemeinde hätten durch das entsprechende kirchenmusikalische Niveau eine einladende Wirkung über die Ortsgemeinde hinaus entfalten können; es fanden Gottesdienste mit Aufführungen zahlreicher geistlicher Kantaten Johann Sebastian Bachs sowie die Formate „Abendlob“ und der anglikanische „Evensong“ am Samstagabend statt. Die finanzielle Ausstattung dieses umfangreichen und kontinuierlichen Wirkens wurde zuletzt durch das große Engagement des Vereins Musik und Kirche möglich. Dies zeigte, dass trotz weniger werdender finanzieller Mittel eine fortwährende kirchenmusikalische Arbeit auf hohem Niveau möglich ist. Mit dem Verkauf und der Entwidmung der Kirche 2017/18 endete auch die große kirchenmusikalische Tradition an diesem Ort.